# Anita Sirgo
Ana Sirgo Suárez (Lada, 20 de gener de 1930 -Langreo, 15 de gener de 2024) també coneguda com a Anita Sirgo va ser una militant comunista espanyola. Va tenir un paper molt actiu durant la Huelgona el 1962, col·laborant de manera destacada perquè tingués èxit. És considerada un emblema de la lluita obrera i antifeixista.

## Biografia

### Primers anys
Ana Sirgo Suárez va néixer el 20 de gener de 1930 en el si d'una família de miners políticament compromesos amb el comunisme i sense possibilitats d'accedir a l'educació. Amb el final de la Guerra civil i la caiguda de la Segona República, el seu pare va fugir a la muntanya per a formar part de la resistència, mentre que la seva mare va ser detinguda a la presó de Arnao, destinació que també van sofrir altres familiars seus. Va ser llavors recollida per uns oncles seus, que la van portar a viure a Andrín, en el consell de Llanes. Allí va treballar en el camp i va col·laborar també com a enllaç per a la guerrilla des dels nou anys. Quan tenia dotze anys va ser descoberta i detinguda per la Guàrdia Civil juntament amb altres familiars seus, entre els quals es trobaven la seva mare i el seu oncle, Fidel Suárez Campurru. La Guàrdia Civil també es va emportar els mobles de la casa, que anys més tard van aparèixer sent utilitzats en la seu de Falange Española. Va tenir l'ocasió de veure per última vegada al seu pare, abans que fos assassinat en 1947 i enterrat en una cuneta encara no localitzada. El 26 de gener de 1948 el seu oncle va morir al costat d'altres guerrillers.
En 1950 es va casar amb Alfonso Braña Castany, miner del pozo Fondón. Tots dos van començar a militar de manera més intensa al Partit Comunista d'Espanya.

### Vaga de 1962
Anita Sirgo va obtenir gran part de la seva popularitat pel seu treball durant l'anomenada Huelgona. Aproximadament un mes després del començament de la Vaga minera de 1962, començava a albirar-se un fracàs, havent-hi miners que van plantejar tornar a treballar. Donada la situació, les dones de la Conca minera van decidir organitzar-se i secundar activament la vaga davant la situació de misèria en què es trobaven. Així, van organitzar piquets i van impedir que els esquirols poguessin accedir als pous.
A més, Anita Sirgo va participar de manera decisiva en l'organització dels grups clandestins de dones durant la vaga, comptant amb la col·laboració de dones com a Tina Pérez o Celestina Marrón. Aquests grups s'ocupaven, entre altres coses, de recol·lectar ajuda en forma d'aliments, transmetre missatges o repartir pasquins.
Sirgo va participar en el tancament en la catedral d'Oviedo durant la Vaga de 1962 juntament amb prop de quaranta dones més. Sota el principi de la no-violència activa, van pretendre amb això donar visibilitat a la lluita en tot el territori espanyol i van arribar a comptar amb el suport del bisbe auxiliar de llavors, Segon García de la Serra. Van finalitzar el tancament després que s'organitzessin vagues de solidaritat en països com França o Bèlgica, donant per conclosa la seva tasca.

#### Represàlies
Pel seu activisme durant la vaga, Anita Sirgo va sofrir els efectes directes de la repressió. Va ser empresonada i rapada a estrebades, però tot i el sofriment no va delatar a cap dels seus companys del Partit. A la presó, va patir tortures i va quedar sorda de l'oïda esquerra després d'una pallissa que li va propinar Antonio Caro Leiva, capità de la Guàrdia Civil. A més, el llavors ministre del règim franquista, Manuel Fraga, es va mofar públicament d'ella i va arribar a negar les tortures i pallisses.

### Després de la vaga
Després del seu arrest i després d'haver estat identificada per la Guàrdia Civil, Anita Sirgo es va veure obligada a exiliar-se a París juntament amb altres membres del Partit Comunista, entre ells Santiago Carrillo. Va aprendre a llegir i escriure durant el temps que va romandre allí, mentre a la Conca estava en crida i cerca. Al cap de dos anys i davant la impotència de no poder col·laborar amb la lluita obrera, el 1966 Sirgo va decidir tornar a Astúries amb el consentiment del Partit. Una vegada a Oviedo, va ser requerida i detinguda per causes militars i va passar quatre mesos a la presó, una de les causes fou negar-se a pagar 100.000 pessetes de multa.
L'any 2013 va ser una de les signants de la causa contra els crims del franquisme investigats per la jutgessa argentina María Romilda Servini. A l'any següent es va manifestar amb el Tren de la Llibertat i al costat de les Marxes de la Dignitat.

### Altres accions i anècdotes
Sirgo narra sovint com durant la Huelgona va llançar panotxes de blat de moro als esquirols, segons ella mateixa «per a anomenar-los gallines». Així mateix, explicà com quan es reunien diverses amigues col·locaven una cafetera buida a la taula perquè la situació semblés senzillament la d'unes amigues que es reuneixen a prendre cafè, evitant així les sospites de la Policia secreta.

## Homenatges i aparicions en la cultura popular
- Anita Sirgo i la seva companya Constantina Pérez tenen un carrer dedicat a Gijón.[8]
- Apareix com a personatge en el còmic Los llazos coloraos d'Alberto Vázquez García.[3]
- El curtmetratge A golpe de tacón de la directora asturiana Amanda Castro està basat en Anita Sirgo i en la seva companya, Tina Pérez.[2]

### Premis
- El desembre de 2018 va rebre el Premi Juan Ángel Rubio Ballesteros, amb el qual la Societat Cultural Gijonesa va reconèixer la seva lluita en la postguerra. Va dedicar el premi a totes les dones que van lluitar amb ella llavors «per la llibertat, la democràcia i els drets».[9][10]
- En 2019 se li va concedir el Premi Pozu Fortuna al costat de Carmen García Pellón com a reconeixement a la seva «lluita incombustible» com a militant comunista i antifeixista.[11][12]